# Magnus Lagerkvist
Magnus Fredrik Hjalmar Lagerkvist, född 28 maj 1947 i Överluleå församling, är en svensk politiker och affärsman. 
Magnus Lagerkvist var ordförande i studentorganisationen Liberala förbundet 1969–1970. År 1984 grundade han managementkonsultbolaget Lagerkvist & Partners som han är VD i. Bolaget har 44 kontor i 40 länder. Lagerkvist har erfarenhet från konsultbranschen där han har varit med och hjälp stora exportorienterade verkstadsföretag och serviceföretag med strategifrågor, bolagsköp och försäljningar samt implementering.
Han har varit gift med Bonnie Bernström.